# Joachim Frigyes brandenburgi választófejedelem
Joachim Frigyes  (Cölln, 1546. január 27. – Köpenick, 1608. július 28.) brandenburgi választófejedelem 1598-tól haláláig.

## Élete
János György választófejedelem legidősebb fiaként született. Édesanyja Zsófia liegnitzi hercegnő volt, János György első felesége.
Édesapjának halála után már idősebb emberként került Brandenburg élére. Az 1598-as gerai szerződésben rögzítette, hogy a Hohenzollern fejedelemségben elsőszülőttségi alapon történjék az örökösödés, megerősítve a III. Albert Achilles kezdeményezte gyakorlatot: ezzel kimondatott, hogy Brandenburgban a mindenkori választó legidősebb fia örökli az államot.
A poroszországi György Frigyes halálával Joachim Frigyes a Porosz Hercegség kormányzója is lett, ugyanis a gyengeelméjű Albert Frigyes csak névleges uralkodónak volt tekinthető.
Joachim Frigyes a Brandenburgi Őrgrófságban engedményeket tett a nemesuraknak a parasztság rovására, és elnézte, hogy a rendek ellenőrizzék az adózást.

## Lásd még
- Poroszország és Brandenburg uralkodóinak listája

| Előző uralkodó: János György | Brandenburg választófejedelme 1598 – 1608 Hohenzollern | Következő uralkodó: János Zsigmond |